# (82927) Ferrucci
Pour les articles homonymes, voir Ferrucci.
(82927) Ferrucci est un astéroïde de la ceinture principale.

## Description
(82927) Ferrucci est un astéroïde de la ceinture principale. Il fut découvert le 25 août 2001 à San Marcello Pistoiese par Luciano Tesi et Andrea Boattini. Il présente une orbite caractérisée par un demi-grand axe de 3,03 UA, une excentricité de 0,10 et une inclinaison de 2,2° par rapport à l'écliptique.
Il est nommé d'après le militaire italien Francesco Ferrucci.

## Compléments